# Ophiomyia yolensis
Ophiomyia yolensis este o specie de muște din genul Ophiomyia, familia Agromyzidae, descrisă de Spencer în anul 1981.
Este endemică în California. Conform Catalogue of Life specia Ophiomyia yolensis nu are subspecii cunoscute.